# 頭皮
頭皮（英語：Scalp）是指頭顱上方及後方，從皮膚一直到骨膜的部份，位在臉部的後方及兩側，頸部上方的區域。

## 分層
頭皮通常分爲五層，而五層的首字母恰好是頭皮的英文SCALP，以方便記憶。
- 第一層：皮膚（Skin），供毛髮生長，其中有許多皮脂腺和毛囊。
- 第二層：結締組織（Connective tissue），位於皮膚之下的緻密組織，由脂肪和纖維組織組成，其中也有神經及血管。
- 第三層：腱膜（Aponeurosis）也稱為帽狀腱膜（英语：Epicranial aponeurosis），是堅韌的纖維層組織，前至額肌，後至枕肌。
- 第四層：疏鬆結締組織（Loose areolar connective tissue）分隔較表面的三層和底下的顱骨膜。在剝頭皮時，就是移除這一層及較表層的組織。頭皮在這一層被撕下。顱面手術（英语：Craniofacial surgery）和神經外科手術也會透過這一層來進行。不過致病原也很容易通過這一層蔓延到導靜脈（英语：Emissary veins）再進入顱骨，因此這一層有時也被稱爲“危險區”。此層内的鬆弛疏松結締組織由隨機1型膠原（英语：Type I collagen）束及3型膠原（英语：Collagen,_type_III,_alpha_1）組成，並且多血管、多孔，氨基葡聚糖（GAG）也十分豐富，其結構不是纖維狀，比較是矩陣狀的結構。
- 第五層：顱骨膜（Pericranium）是頭骨的骨膜，提供骨質的養分和修復的空間。它可從骨頭上移除，以進行顱骨切開術。

頭皮的各層中，在臨床上比較重要的是腱膜。若這一層頭皮脫落及撕裂，表層的固定力會消失，也就會出現傷口，此時會需要縫合。可以用一般或是垂直性的褥線縫法，用不能被人體吸收的縫線材料進行，一般在第七天即可拆線。

## 血液供應
頭皮的血液供應經由五條不同的動脈提供，其中三部分位於外頸動脈，其餘兩部分位於内頸動脈：
- 内頸動脈
  - 滑車上動脈（英语：Supratrochlear artery）至額頭中線。滑車上動脈是頸内動脈中，眼動脈分支的其中一分支。
  - 眶上動脈至額頭兩側及頭皮之後的最高點。眶上動脈是頸内動脈的眼動脈分支的其中一分支。
- 外頸動脈
  - 淺顳動脈供應额頭和顶葉部份的頭皮。
  - 枕動脈位於頭皮後部，頭皮後部絕大部分所需養分由其提供。
  - 耳後動脈是頸外動脈的其中一分支，位於耳朵之後，提供養分給耳朵以上和以後部分的頭皮。

## 神經支配
頭皮受以下神經支配：
- 滑車上神經（英语：Supratrochlear nerve）和眶上神經（英语：Supraorbital nerve），分自三叉神經中的眼神經。
- 枕大神經（英语：Greater occipital nerve）（C2）後至最高點。
- 枕小神經（C3）位於耳朵後面。
- 顴顳神經（英语：Zygomaticotemporal nerve）分自三叉神經中的上頜神經，負責無髮的顳部。
- 耳顳神經（英语：Auriculotemporal nerve）分自三叉神經中的下頜神經。

頭皮裏並沒有淋巴結，淋巴通往前及後耳結。

## 美學中的地位
頭皮在臉部的美學上有重要的地位。雄激素性脫髮，也就是男性的脫髮問題，是男人較關注的問題。這可由藥物（如非那雄胺）或植髮治療，均能達到不同程度的成功效果。如果老化造成了頭皮變重、變鬆，額頭可能會變低，髮綫也可能會後移，眉毛拉提術可以處理這些問題。

## 病理學
頭皮很容易發展出瘤或是腫瘤，包括：
- 表皮樣囊腫
- 粉瘤
- 光化性角化病和鱗狀細胞癌
- 基底細胞瘤（英语：Basal-cell carcinoma）
- 默克細胞瘤（英语：Merkel-cell carcinoma）

### 頭皮症狀
- 回狀頭皮（英语：Cutis verticis gyrata），是一種罕見的頭皮畸形。
- 頭皮屑–皮膚的深層不斷進行新陳代謝，新長出細胞會被往上推擠，成為皮膚表層的角質層，經過一定週期角質層就會成鱗片狀剝落。這些鱗片就是所謂的頭皮。
- 頭蝨
- 脂溢性皮炎，引起皮膚红腫瘙癢的皮肤病。
  - 乳痂，常見於新生兒。

## 圖像

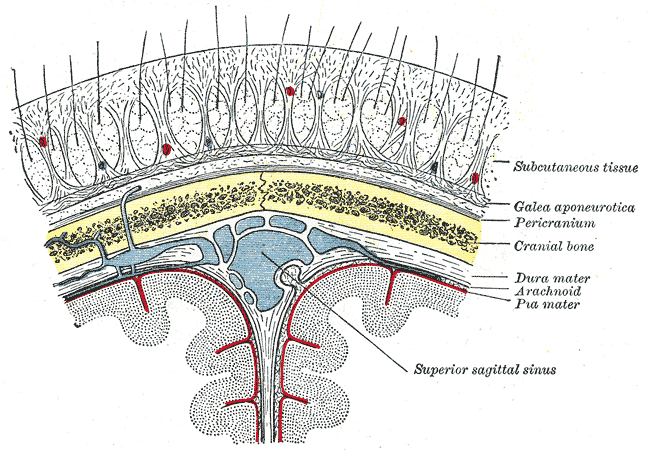
頭皮的圖解

## 外部連結
- Histology image: 08601ooa – 波士顿大学的组织学学习系统 - "Integument: scalp, transverse"
- Histology image: 08801ooa – 波士顿大学的组织学学习系统 - "Integument: scalp"
- （英文）lesson1 在韦斯利诺曼的解剖课上（乔治城大学）
- http://www.dartmouth.edu/~humananatomy/figures/chapter_47/47-1.HTM （页面存档备份，存于）
- 頭髮及頭皮的組織結構 （页面存档备份，存于）